# International Ornithologists’ Union
Die International Ornithologists’ Union (IOU) ist die Nachfolgegesellschaft des International Ornithological Committee (IOC), das zwischen 1884 und 2010 bestanden hat. Sie ist ein internationales Gremium, das aus über 200 Ornithologen besteht. Ziele der IOU sind die Erforschung der Anatomie, der Wanderungen, der Lebensweise sowie der Schutz der Vögel in ihrem natürlichen Lebensraum. Daneben beschäftigt sich die International Ornithologists’ Union mit der Zucht, der Domestizierung, der Taxonomie und der Nomenklatur von Vögeln.

## Geschichte
1872 schlug die Schweiz eine Überwachungskommission für den internationalen Vogelschutz vor. Dies führte zur Schaffung des International Ornithological Congress, auf dessen erster Tagung am 10. April 1884 in Wien das International Ornithological Committee gegründet wurde. Präsident des ersten internationalen Ornithologischen Kongresses war der deutsche Naturforscher Gustav Radde. Nach unregelmäßigen Kongressen zwischen 1891 und 1910 wurden zwischen 1926 und 1938 und ab 1950 alle vier Jahre internationale ornithologische Kongresse durchgeführt, darunter 1891 in Budapest (Präsidenten: Victor Fatio & Ottó Herman), 1900 in Paris (Präsident: Émile Oustalet), 1905 in London (Präsident: Richard Bowdler Sharpe), 1910 in Berlin (Präsident: Anton Reichenow), 1926 in Kopenhagen (Präsident: Ernst Hartert), 1930 in Amsterdam (Präsident: Einar Lönnberg), 1934 in Oxford (Präsident: Erwin Stresemann), 1938 in Rouen (Präsident: Alessandro Ghigi), 1950 in Uppsala (Präsident: Alexander Wetmore), 1954 in Basel (Präsident: Arthur Landsborough Thomson), 1958 in Helsinki (Präsident: Jacques Berlioz), 1962 in Ithaca, New York (Präsident: Ernst Mayr), 1966 in Oxford (Präsident: David Lack), 1970 in Den Haag (Präsidenten: Nikolaas Tinbergen & Finn Salomonsen), 1974 in Canberra (Präsident: Jean Dorst), 1978 in Berlin (Präsident: Donald Sankey Farner), 1982 in Moskau (Präsident: Lars von Haartman), 1986 in Ottawa (Präsident: Klaus Immelmann), 1990 in Christchurch (Präsident: Charles Sibley), 1994 in Wien (Präsident: Christopher Perrins, Ehrenpräsident: Karel Voous), 1998 in Durban (Präsident: Peter Berthold), 2002 in Peking (Präsident: Walter J. Bock), 2006 in Hamburg (Präsident: Jacques Blondel), 2010 in Campos do Jordão (Präsident: John C. Wingfield, Ehrenpräsident: Soekarja Somadikarta), 2014 in Tokio (Präsident Franz Bairlein), 2018 in Vancouver (Präsidentin: Lucia Liu Severinghaus), 2022 in Durban (Präsidentin: Dominique G. Homberger) und 2026 in Campeche (Präsident: Lei Fumin).
Auf dem Internationalen Ornithologischen Kongress in Campos do Jordão wurde am 21. August 2010 die Umbenennung des International Ornithological Committee in International Ornithologists’ Union beschlossen und der deutsche Ornithologe Franz Bairlein zum Präsidenten gewählt.
Publikationen der IOU sind die Proceedings of the International Ornithological Congress, die Zeitschrift Ornis und die World Bird List, die halbjährlich eine aktualisierte Nomenklaturliste der englischen Trivialnamen veröffentlicht und Änderungen in der Taxonomie berücksichtigt.